# Shahjahanpur
Shahjahanpur (Hindi शाहजहाँपुर, Urdu شاہجہاں پور‎) ist eine Stadt im nordindischen Bundesstaat Uttar Pradesh.
Shahjahanpur liegt in der nordindischen Ebene 150 km nordwestlich von Lucknow. Die Stadt liegt an der Mündung des Khanaut in den Fluss Garra, einem linken Nebenfluss des Ganges. Sie ist Verwaltungssitz des gleichnamigen Distrikts.
Die nationale Fernstraße NH 24 (Lucknow–Neu-Delhi) führt durch Shahjahanpur vorbei.
Shahjahanpur besitzt als Stadt den Status eines Nagar Palika Parishad. Sie ist in 44 Wards gegliedert. Beim Zensus 2011 hatte Shahjahanpur 329.736 Einwohner.